# 维瓦赖地区韦尔努
维瓦赖地区韦尔努（法語：Vernoux-en-Vivarais，法語發音：[vɛʁnu ɑ̃ vivaʁɛ]），或纯音译作韦尔努昂维瓦赖，是法国阿尔代什省的一个市镇，属于普里瓦区。

## 地理
维瓦赖地区韦尔努（44°53'45"N, 4°38'43"E）面积30.55 平方千米，位于法国奥弗涅-罗讷-阿尔卑斯大区阿尔代什省，该省份为法国东南部内陆省份，北起顺时针与卢瓦尔省、伊泽尔省、德龙省、沃克吕兹省、加尔省、洛泽尔省和上盧瓦爾省接壤。
与维瓦赖地区韦尔努接壤的市镇（或旧市镇、城区）包括：博夫尔、韦尔努新堡、拉马斯特尔、圣阿波利奈尔-德里亚斯、圣巴泰勒米-格罗宗、圣巴西勒、圣于连勒鲁、锡亚克。

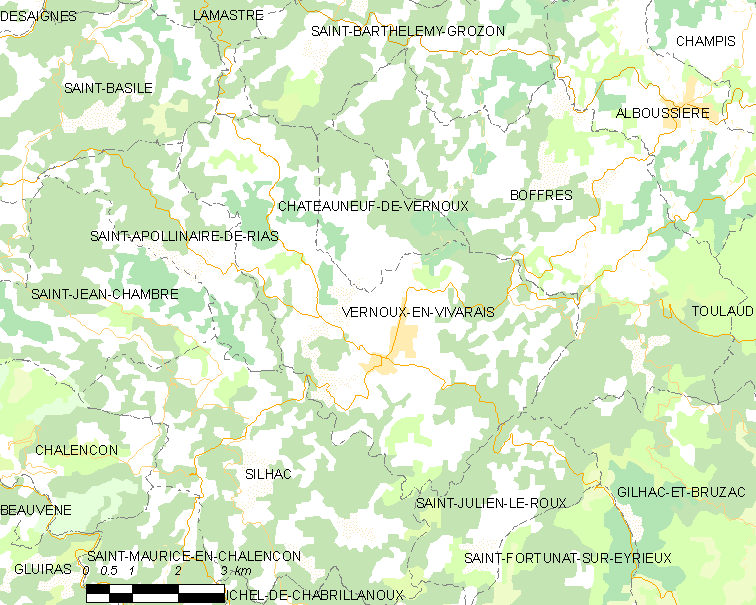
维瓦赖地区韦尔努的OSM定位图

维瓦赖地区韦尔努的时区为UTC+01:00、UTC+02:00（夏令时）。

## 行政
维瓦赖地区韦尔努的邮政编码为07240，INSEE市镇编码为07338。

## 政治
维瓦赖地区韦尔努所属的省级选区为罗讷-埃里约县。

## 人口

1962-2008年间维瓦赖地区韦尔努人口变化图示

维瓦赖地区韦尔努于2022年1月1日时的人口数量为1985人。